# Une veine de...
Pour plus de détails, voir Fiche technique et Distribution.
Une veine de... (Double Dynamite) est un film musical américain d'Irving Cummings, sorti en 1951.

## Synopsis
Johnny Dalton, un caissier de banque, pour avoir voulu aider un bookmaker à se sortir d'une situation inextricable, se trouve à son tour dans une fâcheuse situation. Seul son meilleur ami Emile pourra le sortir de cette impasse.

## Fiche technique
- Titre : Une veine de...
- Titre original : Double Dynamite
- Réalisateur : Irving Cummings
- Producteur : Irving Cummings Jr. et Irwin Allen (non crédité)
- Société de production : RKO Radio Pictures
- Scénario : Harry Crane, Mannie Manheim et Melville Shavelson d'après une histoire de Leo Rosten
- Musique : Leigh Harline, Sammy Cahn (lyrics), Jule Styne (chansons)
- Image : Robert De Grasse
- Montage : Harry Marker
- Direction artistique : Albert S. D'Agostino et Feild M. Gray
- Décorateur de plateau : Harley Miller et Darrell Silvera
- Pays : États-Unis
- Genre : Film musical, comédie
- Format : Noir et blanc - Son : Mono (RCA Sound System)
- Durée : 80 minutes
- Dates de sortie : 
  - États-Unis : 25 décembre 1951
  - France : 1er août 1952
- Affiche : Boris Grinsson (France)

## Distribution
- Jane Russell (VF : Madeleine Duhau) : Mibs Goodhue
- Groucho Marx (VF : Georges Hubert) : Emile J. Keck
- Frank Sinatra (VF : Serge Lhorca) : Johnny Dalton
- Don McGuire (VF : Jacques Beauchey) : Bob Pulsifer, Jr.
- Howard Freeman (VF : Pierre Morin) : R. B. Pulsifer, Sr.
- Nestor Paiva (VF : Pierre Michau) : "Hot Horse" Harris
- Frank Orth (VF : Jean Lemarguy) : M. Kofer
- Harry Hayden (VF : Jean Berton) : J.L. McKissack
- William Edmunds (VF : Fernand Rauzena) : M. Baganucci

Acteurs non crédités :
- Charles Coleman : le deuxième Père Noël
- Jean De Briac (VF : Gérard Férat) : Henri
- James Nolan : un détective